# Babčice (Vodice)
Babčice (německy Babtschitz) jsou malá vesnice, část obce Vodice v okrese Tábor v Jihočeském kraji. Nachází se asi 1,5 kilometru západně od Vodice. V roce 2011 zde trvale žilo patnáct obyvatel.
Babčice jsou také název katastrálního území o rozloze 2,08 km². V katastrálním území Babčice leží i Osikovec.

## Historie
První písemná zmínka o vesnici pochází z roku 1467.

## Obyvatelstvo
| Rok            | 1869 | 1880 | 1890 | 1900 | 1910 | 1921 | 1930 | 1950 | 1961 | 1970 | 1980 | 1991 | 2001 | 2011 | 2021 |
| -------------- | ---- | ---- | ---- | ---- | ---- | ---- | ---- | ---- | ---- | ---- | ---- | ---- | ---- | ---- | ---- |
| Počet obyvatel | 184  | 148  | 135  | 135  | 129  | 123  | 123  | 76   | 70   | 62   | 35   | 29   | 30   | 15   | 22   |
| Počet domů     | 26   | 20   | 26   | 26   | 20   | 20   | 21   | 22   | 22   | 17   | 15   | 20   | 20   | 19   | 12   |

## Obecní správa
Při sčítání lidu v letech 1850–1899 Babčice byly osadou obce Rodná v okrese Tábor. V letech 1900–1975 byly osadou obce Domamyšl, se kterým patřily nejprve do okresu Tábor, ale v roce 1950 v okrese Pacov a od roku 1960 opět v okrese Tábor. Od 1. ledna 1976 jsou částí obce Vodice v okrese Tábor.

## Pamětihodnosti
- Křížek na návsi
- Sluneční hodiny u stavení čp. 27
- Židovský hřbitov severně od vsi nedaleko Osikovce, kulturní památka ČR
- Bývalá synagoga v centru vesnice